# (1817) Katanga
(1817) Katanga – planetoida z pasa głównego planetoid okrążająca Słońce w ciągu 3 lat i 239 dni w średniej odległości 2,37 au Została odkryta 20 czerwca 1939 roku w Union Observatory w Johannesburgu przez Cyrila Jacksona. Nazwa planetoidy pochodzi od Katangi, obszaru górniczego w Demokratycznej Republice Konga. Przed nadaniem nazwy planetoida nosiła oznaczenie tymczasowe (1817) 1939 MB.